# Kristian Westerveld
Kristian Westerveld (Kampen, 11 december 1983) is een Nederlands voetballer die als middenvelder voor FC Groningen, FC Emmen en SV Meppen, BV Cloppenburg heeft gespeeld, en op het moment voor SV Molbergen speelt.

## Carrière
Kristian Westerveld speelde van 2003 tot 2005 in twee seizoenen een wedstrijd voor FC Groningen. Dit was op 9 mei 2004, in de met 2-0 verloren uitwedstrijd tegen FC Utrecht. Hij kwam in de 86e minuut in het veld voor Ray Fränkel. In het seizoen 2005/06 speelde hij een wedstrijd voor FC Emmen, namelijk de met 0-2 verloren thuiswedstrijd tegen Excelsior. In 2006 vertrok hij naar SV Meppen, waar hij drie seizoenen op verschillende Duitse amateurniveaus speelde. Vanaf 2009 tot 2020 speelde hij voor BV Cloppenburg. Sinds 2020 speelt hij voor SV Molbergen.

### Statistieken
| Seizoen                        | Club           | Land           | Competitie             | Competitie | Competitie | Beker | Beker | Totaal | Totaal |
| Seizoen                        | Club           | Land           | Competitie             | Wed.       | Dlp.       | Wed.  | Dlp.  | Wed.   | Dlp.   |
| ------------------------------ | -------------- | -------------- | ---------------------- | ---------- | ---------- | ----- | ----- | ------ | ------ |
| 2003/04                        | FC Groningen   | Nederland      | Eredivisie             | 1          | 0          | 0     | 0     | 1      | 0      |
| 2004/05                        | FC Groningen   | Nederland      | Eredivisie             | 0          | 0          | 0     | 0     | 0      | 0      |
| 2005/06                        | FC Emmen       | Nederland      | Eerste divisie         | 1          | 0          | 0     | 0     | 1      | 0      |
| 2006/07                        | SV Meppen      | Duitsland      | Oberliga Nord          | 29         | 1          | 0     | 0     | 29     | 1      |
| 2007/08                        | SV Meppen      | Duitsland      | Oberliga Nord          | 31         | 0          | 0     | 0     | 31     | 0      |
| 2008/09                        | SV Meppen      | Duitsland      | Oberliga NDS West      | 34         | 0          | 0     | 0     | 34     | 0      |
| 2009/10                        | BV Cloppenburg | Duitsland      | Oberliga NDS West      | 29         | 4          | 0     | 0     | 29     | 4      |
| 2010/11                        | BV Cloppenburg | Duitsland      | Oberliga Niedersachsen | 35         | 2          | 0     | 0     | 35     | 2      |
| 2011/12                        | BV Cloppenburg | Duitsland      | Oberliga Niedersachsen | 28         | 1          | 0     | 0     | 28     | 1      |
| 2012/13                        | BV Cloppenburg | Duitsland      | Regionalliga Nord      | 34         | 1          | 0     | 0     | 34     | 1      |
| 2013/14                        | BV Cloppenburg | Duitsland      | Regionalliga Nord      | 32         | 4          | 0     | 0     | 32     | 4      |
| 2014/15                        | BV Cloppenburg | Duitsland      | Regionalliga Nord      | 17         | 3          | 0     | 0     | 17     | 3      |
| 2015/16                        | BV Cloppenburg | Duitsland      | Regionalliga Nord      | 18         | 1          | 1     | 1     | 19     | 2      |
| 2016/17                        | BV Cloppenburg | Duitsland      | Oberliga Niedersachsen | 29         | 3          | 2     | 0     | 31     | 3      |
| 2017/18                        | BV Cloppenburg | Duitsland      | Oberliga Niedersachsen | 27         | 0          | 1     | 0     | 28     | 0      |
| 2018/19                        | BV Cloppenburg | Duitsland      | Oberliga Niedersachsen | 29         | 1          | 1     | 0     | 30     | 1      |
| 2019/20                        | BV Cloppenburg | Duitsland      | Landesliga W.-E.       | 15         | 0          | 0     | 0     | 15     | 0      |
| Carrièretotaal                 | Carrièretotaal | Carrièretotaal | Carrièretotaal         | 389        | 21         | 5     | 1     | 394    | 22     |
| Bijgewerkt op 18 november 2020 |                |                |                        |            |            |       |       |        |        |